# Pierre-Hugues Herbert
Pierre-Hugues Herbert (Schiltigheim, 1991. március 18. –) francia hivatásos teniszező. Négyszeres Grand Slam győztes honfitársával Nicolas Mahut-tal. Karrierje során ezen kívül 6 World Tour 1000-es tornán diadalmaskodtak együtt és 5 egyéb ATP tornát nyert párosban. Egyéniben 2 elveszített döntővel rendelkezik.

## Grand Slam-döntői

### Páros

#### Győzelmei (4)
| Év   | Helyszín        | Partner       | Ellenfelek a döntőben                     | Eredmény a döntőben |
| 2015 | US Open         | Nicolas Mahut | Jamie Murray / John Peers                 | 6-4, 6-4            |
| 2016 | Wimbledon       | Nicolas Mahut | Julien Benneteau / Édouard Roger-Vasselin | 6-4, 7-6(1), 6-3    |
| 2018 | Roland Garros   | Nicolas Mahut | Oliver Marach / Mate Pavić                | 6-2, 7-6(4)         |
| 2019 | Australian Open | Nicolas Mahut | Henri Kontinen / John Peers               | 6-4, 7-6(1)         |

#### Elveszített döntői (1)
| Év   | Helyszín        | Partner       | Ellenfelek a döntőben          | Eredmény a döntőben |
| 2015 | Australian Open | Nicolas Mahut | Simone Bolelli / Fabio Fognini | 4-6, 4-6            |

## ATP-döntői

### Egyéni

#### Elvesztett döntői (1)
|   | Dátum                | Torna                             | Borítás | Ellenfél a döntőben | Eredmény a döntőben |
| 1 | 2015. augusztus 30.  | Winston-Salem Open, Winston-Salem | Kemény  | Kevin Anderson      | 4-6, 5-7            |
| 2 | 2018. szeptember 30. | Shenzhen Open, Sencsen            | Kemény  | Nisioka Josihito    | 5-7, 6-2, 4-6       |

### Páros

#### Győzelmei (15)
|    | Dátum               | Torna                                          | Borítás    | Partner           | Ellenfelek a döntőben                     | Eredmény a döntőben |
| 1  | 2014. október 5.    | Rakuten Japan Open Tennis Championships, Tokió | Kemény     | Michal Przysiezny | Ivan Dodig / Marcelo Melo                 | 6-3, 6-7(3) [10-5]  |
| 2  | 2015. június 21.    | Queen’s Club Championships, London             | Fű         | Nicolas Mahut     | Marcin Matkowski / Nenad Zimonjic         | 6-2, 6-2            |
| 3  | 2015. augusztus 12. | US Open, New York                              | Kemény     | Nicolas Mahut     | Jamie Murray / John Peers                 | 6-4, 6-4            |
| 4  | 2016. március 20.   | BNP Paribas Open, Indian Wells                 | Kemény     | Nicolas Mahut     | Vasek Pospisil / Jack Sock                | 6-3, 7-6(5)         |
| 5  | 2016. április 3.    | Miami Open, Key Biscayne                       | Kemény     | Nicolas Mahut     | Raven Klaasen / Rajeev Ram                | 5-7, 6-1, [10-7]    |
| 6  | 2016. április 17.   | Monte Carlo Rolex Masters, Monte-Carlo         | Salak      | Nicolas Mahut     | Jamie Murray / Bruno Soares               | 4-6, 6-0, [10-6]    |
| 7  | 2016. június 19.    | Queen’s Club Championships, London             | Fű         | Nicolas Mahut     | Chris Guccione / André Sá                 | 6-3, 7-6(5)         |
| 8  | 2016. július 10.    | Wimbledon, London                              | Fű         | Nicolas Mahut     | Julien Benneteau / Édouard Roger-Vasselin | 6-4, 7-6(1), 6-3    |
| 9  | 2017. május 21.     | Internazionali BNL d’Italia, Róma              | Salak      | Nicolas Mahut     | Ivan Dodig / Marcel Granollers            | 4-6, 6-4, [10-3]    |
| 10 | 2017. augusztus 13. | Rogers Cup, Montréal                           | Kemény     | Nicolas Mahut     | Róhan Bópanna / Ivan Dodig                | 6-4, 3-6, [10-6]    |
| 11 | 2017. augusztus 20. | Western & Southern Open, Cincinnati            | Kemény     | Nicolas Mahut     | Jamie Murray / Bruno Soares               | 7-6(6), 6-4         |
| 12 | 2018. február 18.   | ABN AMRO World Tennis Tournament, Rotterdam    | Kemény (f) | Nicolas Mahut     | Oliver Marach / Mate Pavić                | 2-6, 6-2, [10-7]    |
| 13 | 2018. június 10.    | Roland Garros, Párizs                          | Salak      | Nicolas Mahut     | Oliver Marach / Mate Pavić                | 6-2, 7-6(4)         |
| 14 | 2019. január 5.     | Qatar ExxonMobil Open, Doha                    | Kemény     | David Goffin      | Robin Haase / Matwe Middelkoop            | 5-7, 6-4, [10-4]    |
| 15 | 2019. január 27.    | Australian Open, Melbourne                     | Kemény     | Nicolas Mahut     | Henri Kontinen / John Peers               | 6-4, 7-6(1)         |

#### Elvesztett döntői (7)
|   | Dátum                | Torna                         | Borítás    | Partner       | Ellenfelek a döntőben                  | Eredmény a döntőben |
| 1 | 2015. február 1.     | Australian Open, Melbourne    | Kemény     | Nicolas Mahut | Simone Bolelli / Fabio Fognini         | 4–6, 4–6            |
| 2 | 2015. június 14.     | UNICEF Open, ’s-Hertogenbosch | Fű         | Nicolas Mahut | Ivo Karlović / Łukasz Kubot            | 2–6, 6–7(9)         |
| 3 | 2015. szeptember 27. | Moselle Open, Metz            | Kemény (f) | Nicolas Mahut | Łukasz Kubot / Édouard Roger-Vasselin  | 6–2, 3–6, [7–10]    |
| 4 | 2016. október 23.    | European Open, Antwerpen      | Kemény (f) | Nicolas Mahut | Daniel Nestor / Édouard Roger-Vasselin | 4–6, 4–6            |
| 5 | 2016. november 6.    | BNP Paribas Masters, Párizs   | Kemény (f) | Nicolas Mahut | Henri Kontinen / John Peers            | 4–6, 6–3, [6–10]    |
| 6 | 2018. január 6.      | Tata Open, Púna               | Kemény     | Gilles Simon  | Robin Haase / Matwe Middelkoop         | 6–7(5), 6–7(5)      |
| 7 | 2018. november 17.   | Nitto ATP Finals, London      | Kemény (f) | Nicolas Mahut | Mike Bryan / Jack Sock                 | 5–7, 6–1, [13–11]   |

## Eredményei Grand Slam-tornákon

### Egyéniben
| Grand Slam | Australian Open | Australian Open    | Roland Garros | Roland Garros     | Wimbledon     | Wimbledon       | US Open       | US Open               |
| Év         | Eredmény        | Utolsó ellenfél    | Eredmény      | Utolsó ellenfél   | Eredmény      | Utolsó ellenfél | Eredmény      | Utolsó ellenfél       |
| 2011       | –               | –                  | Selejtező (1) | Selejtező (1)     | –             | –               | –             | –                     |
| 2012       | –               | –                  | Selejtező (1) | Selejtező (1)     | –             | –               | Selejtező (2) | Selejtező (2)         |
| 2013       | Selejtező (2)   | Selejtező (2)      | Selejtező (2) | Selejtező (2)     | Selejtező (1) | Selejtező (1)   | Selejtező (2) | Selejtező (2)         |
| 2014       | Selejtező (3)   | Selejtező (3)      | 1.kör         | John Isner        | 1.kör         | Jack Sock       | Selejtező (1) | Selejtező (1)         |
| 2015       | Selejtező (1)   | Selejtező (1)      | Selejtező (2) | Selejtező (2)     | 2.kör         | Bernard Tomic   | 1.kör         | Roberto Bautista Agut |
| 2016       | 3.kör           | Jo-Wilfried Tsonga | 1.kör         | Alexander Zverev  | 3.kör         | Nicolas Mahut   | 1.kör         | Mischa Zverev         |
| 2017       | 1.kör           | Jack Sock          | 2.kör         | Fernando Verdasco | 2.kör         | Benoît Paire    | 1.kör         | John Isner            |
| 2018       | 1.kör           | Gyenisz Isztomin   | 3.kör         | John Isner        | 2.kör         | Alex de Minaur  | 2.kör         | Nick Kyrgios          |
| 2019       | 3.kör           | Miloš Raonić       |               |                   |               |                 |               |                       |

### Párosban
| Grand Slam | Australian Open           | Australian Open                           | Roland Garros           | Roland Garros                 | Wimbledon              | Wimbledon                               | US Open                | US Open                      |
| Év         | Eredmény Partner          | Utolsó ellenfél                           | Eredmény Partner        | Utolsó ellenfél               | Eredmény Partner       | Utolsó ellenfél                         | Eredmény Partner       | Utolsó ellenfél              |
| 2011       | –                         | –                                         | 1. kör Nicolas Renavand | Ivan Dodig Ivo Karlović       | –                      | –                                       | –                      | –                            |
| 2012       | –                         | –                                         | 1. kör Albano Olivetti  | Björn Phau Adil Shamasdin     | –                      | –                                       | –                      | –                            |
| 2013       | –                         | –                                         | 1. kör Nicolas Renavand | Jürgen Melzer Lijendar Pedzs  | –                      | –                                       | –                      | –                            |
| 2014       | –                         | –                                         | 1. kör Albano Olivetti  | Feliciano López Jürgen Melzer | –                      | –                                       | –                      | –                            |
| 2015       | Döntő Nicolas Mahut       | Simone Bolelli Fabio Fognini              | 3. kör Nicolas Mahut    | Vasek Pospisil Jack Sock      | 3. kör Nicolas Mahut   | Marcin Matkowski Nenad Zimonjic         | Győzelem Nicolas Mahut | Jamie Murray John Peers      |
| 2016       | 2. kör Nicolas Mahut      | Pablo Andujar Pablo Carreno Busta         | 3. kör Nicolas Mahut    | Feliciano López Marc López    | Győzelem Nicolas Mahut | Julien Benneteau Édouard Roger-Vasselin | Elődöntő Nicolas Mahut | Jamie Murray Bruno Soares    |
| 2017       | Negyeddöntő Nicolas Mahut | Marc Polmans Andrew Whittington           | 1. kör Nicolas Mahut    | Nick Kyrgios Jordan Thompson  | 2. kör Nicolas Mahut   | Jay Clarke Marcus Willis                | 1. kör Nicolas Mahut   | Robin Haase Matwe Middelkoop |
| 2018       | 2. kör Nicolas Mahut      | Hans Podlipnik-Castillo Andrei Vasilevski | Győzelem Nicolas Mahut  | Oliver Marach Mate Pavić      | 2. kör Nicolas Mahut   | Philipp Petzschner Tim Puetz            | 3. kör Nicolas Mahut   | Łukasz Kubot Marcelo Melo    |
| 2018       | Győzelem Nicolas Mahut    | Henri Kontinen John Peers                 |                         |                               |                        |                                         |                        |                              |